# 1760
1760. је била проста година.

## Догађаји

### Јул
- 8. јул — Британске снаге су поразила француску војску у бици на Рестигушу, последњој поморској бици у Новој Француској током Француског и индијанског рата.

### Септембар
- 8. септембар — Британци су под командом Џефрија Амхерста заузели Монтреал у Седмогодишњем рату.

### Октобар
- 9. октобар — Руске трупе ушле у Берлин, али се убрзо повукле.
- 25. октобар — Џорџ II умро; на трону га наследио његов унук, Џорџ III.

## Рођења

### Август
- 27. октобар —Август фон Гнајзенау, пруски војсковођа

## Смрти

### Август
- 25. октобар — Џорџ II, краљ Велике Британије (рођен 1683)